# Arquelao (obispo de Carrhae)
Arquelao, en griego antiguo: Ἀρχέλαος,  fue el obispo de Carrhae.
En el año 278 d. C., mantuvo una disputa pública con el hereje Manes, seguidores de Mani,  cuyo relato publicó en siríaco. La obra fue pronto traducida tanto al griego como al latín. Las actas de disputa de Arquelao, obispo de Cashar en Mesopotamia, con el heresiarca Manes (1871). Traducido por el educador escocés Stewart Dingwall Fordyce Salmond (1838-1905). En la Biblioteca Cristiana Ante-Nicena, Volumen VI-Padres del siglo III (cf. obras relacionadas con Padres Ante-Nicenos en Wikisource).
Un gran fragmento de la versión latina fue publicado por Henri Valois en su edición de Sócrates y Sozomen. La misma versión, casi íntegra, fue impresa de nuevo, con los fragmentos de la versión griega, por Zaccaignius en su Collcet. Monument. Vet., Rom. 1698, y por el clásico alemán Johann Albert Fabricius en su edición de Hipólito de Roma.